# Pseudasellodes daphnogethes
Pseudasellodes daphnogethes är en fjärilsart som beskrevs av Charles Oberthür 1916. Pseudasellodes daphnogethes ingår i släktet Pseudasellodes och familjen mätare. Inga underarter finns listade i Catalogue of Life.